# Erfud
Erfud (en árabe: أرفود‎, en lenguas bereberes: ⴰⵔⴼⵓⴷ, en francés: Erfoud) es una ciudad situada en un oasis del desierto del Sáhara, en la región de Draa-Tafilalet de Marruecos.
La ciudad está dividida en varios distritos: Hay Salam, Hay Jdid, Hay Ziz, Hay el Bathaa, Hay Annahda, Hay el Hamri.
Debido a su proximidad a Merzouga, pueblo de desierto en las dunas de Erg Chebbi, Erfud ha desarrollado una importante industria turística con multitud de hoteles, riyads y restaurantes.

## Escenario cinematográfico
Erfud es un destino para rodar películas, debido a la belleza del desierto de Sáhara circundante y las áreas de oasis de la ciudad. Erfud ha sido una ubicación de filmación para muchas películas, incluyendo:
- March or Die

En March or Die (1977), Unos arqueólogos excavan una ciudad antigua cercana a Erfud enterrada por una tormenta de arena hace 3000 años. este sitio es el lugar donde se encuentra enterrado un santo bereber, "El Ángel del Desierto".
- La Momia (1999)

La filmación empezó en Marrakech, el 4 de mayo de 1998 y duró 17 semanas. Los exteriores fueron rodados en el desierto de Sáhara fuera de Erfud.
El diseñador de producción Allan Cameron encontró un volcán dormido cercano a Erfud donde el conjunto del decorado de Hamunaptra podría ser construido.
- Las cuatro plumas (2001)

- Príncipe de Persia (2010)

Mike Newell seleccionó Marruecos como ubicación para Príncipe de Persia y también planeó filmar en Pinewood Studios. La grabación empezó en julio de 2008 en Marruecos. El trabajo duró ocho semanas en Marruecos antes de finalizar en Pinewood.
- Spectre (2015)

Película 24.ª (oficial) de la saga de James Bond dirigida por Sam Mendes y la cuarta protagonizada por Daniel Craig, quien interpretó al personaje de Ian Fleming.
. Sirât (2025)
Película dirigida por Oliver Laxe, el director de O que arde. 

## Presencia judía en Erfoud
La comunidad judía de Erfoud tiene sus orígenes en el período del protectorado francés, a comienzos del siglo XX, cuando varios centenares de personas procedentes de localidades cercanas, especialmente de El Mâadid, se establecieron en la región alentadas por los planes franceses para desarrollar la localidad. La comunidad adquirió relevancia como centro de la familia Abuhatzeira, conocida por sus destacados rabinos, entre ellos Abir Yakkov, el Baba Lu Ḥazzan y el Baba Sali. Ante la ausencia de una escuela de la Alianza Israelita Universal en Erfoud —aunque existía una en la vecina Er-Rissani— muchos niños judíos asistieron a una escuela francesa.
En 1931, la población judía representaba aproximadamente un tercio de los habitantes de Erfoud, con 1.172 personas de un total de 3.534. Tras la Segunda Guerra Mundial, el número de judíos superaba los 700. Después de la independencia de Marruecos, en 1956, la mayoría de los judíos de Erfoud emigró, principalmente a Israel.

## Paisaje marciano
Esta área de Marruecos también ha sido identificada como muy similar en aspecto y posiblemente geología a áreas del planeta Marte. Debido a esto hay un interés en el área como ubicación de escenarios o investigaciones relacionadas con este planeta.
En febrero de 2013 el Foro Espacial Austriaco, realizó experimentos con un equipo de campo que incluye dos traje espacial simuladores (Aouda.X y Aouda.S) y un número de rovers para llevar a cabo un gran número de experimentos. Durante este tiempo simularon las condiciones de un futuro viaje a Marte.  El campamento de base de desierto principal se denominó Weyprecht el 11 de febrero, contaba además con un campamento satélite más lejano aproximadamente 80 km más allá este llamado Estación Payer.